# Yangliu, Anhui
Yangliu är en köping i östra Kina. Den ligger i stadsdistriktet Xuanzhou i staden Xuancheng i provinsen Anhui, omkring 170 kilometer sydost om provinshuvudstaden Hefei. 